# Мільс-бай-Імст
Мільс-бай-Імст (нім. Mils bei Imst) —  громада округу Імст у землі Тіроль, Австрія.
Мільс-бай-Імст лежить на висоті  743 м над рівнем моря і займає площу  3,49 км². Громада налічує 548 мешканців. 
Густота населення 157/км².  
|                                         |
| Мільс-бай-Імст на мапі округу та землі. |

 Адреса управління громади: Reitle 4, 6493 Mils bei Imst. 

## Демографія
Історична динаміка населення міста за даними сайту Statistik Austria

## Виноски
1. ↑  Dauersiedlungsraum der Gemeinden Politischen Bezirke und Bundesländer - Gebietsstand 1.1.2018 — Статистичне управління Австрії.
2. ↑  https://www.statistik.at/blickgem/blick1/g70210.pdf
3. ↑  www.mils-bei-imst.tirol.gv.at. Архів оригіналу за 19 червня 2022. Процитовано 29 червня 2022.
4. ↑  Gemeindedaten von Mils bei Imst. Архів оригіналу за 4 грудня 2015. Процитовано 21 липня 2013.

| Австрія | Це незавершена стаття з географії Австрії. Ви можете допомогти проєкту, виправивши або дописавши її. |